# Фильцер, Александр Михайлович
Алекса́ндр Миха́йлович Фи́льцер (род. 1 января 1947, Миасс, Челябинская область) — деятель еврейского культурного движения в СССР, России и Израиле. Поэт, бард и литератор. Еврейское имя Александр Узиэль бен Моше. Один из наиболее читаемых еврейских авторов, пишущих о традициях, истории, искусстве и поэзии евреев. На его страницах в интернете более 270.000 читателей

## Биография
Жил и работал в Москве. Репатриировался в Израиль в 1999 году.
В начале 1970-х годов первый заговорил о существовании в Советском Союзе еврейского национального изобразительного искусства. Осенью 1977 года открыл в своей квартире в районе Измаилово подпольный Музей современного еврейского искусства в Москве, который продолжал работать до отъезда А. Фильцера в Израиль. В музее экспонировались работы более 70 художников на еврейскую тематику и произведения традиционного еврейского искусства предыдущих веков.
- Автор фотовыставки «Еврейская традиция в Российской Империи и Советском Союзе», 1989—1991. Демонстрировалась в Москве в 1991, 1992 и 1993 годах и на Украине в 1995
- В 1996—1997 участник проекта по созданию Европейской ассоциации еврейских музеев.
- Один из создателей Музея еврейского наследия и Холокоста на Поклонной горе в Москве, 1998—1999
- Лауреат премии «Олива Иерусалима» за 2011 год.
- Автор интернет-проекта «Хаим Евреинов. Современная еврейская поэзия и художники» с апреля 2020.

## Книги
- «Еврейская традиция в Российской Империи и Советском Союзе», Москва, 1993. Первый изданный в России альбом фотографий, показывающий жизнь евреев в XIX и XX веках.
- «Предновогодний романс», Москва, 1998
- «Свет без лампы», Иерусалим, 2005

Серия «Еврейские художники»:
- «Художник Цфаня-Гедалия Кипнис», Иерусалим, 2007. Книга о Ц.-Г. Кипнисе, главном художнике Белорусского и Биробиджанского Государственных еврейских театров.
- «Еврейские художники в Советском Союзе: 1939—1991. Из собрания Музея современного еврейского искусства в Москве», Иерусалим, 2008. Первая книга о еврейском национальном искусстве в послевоенном Советском Союзе. Издана при поддержке Фонда Президента Государства Израиль «АМОС»; Мемориального фонда еврейской культуры, Нью-Йорк, США; Тель-Авивского фонда искусств имени Иеошуа Рабиновича; Института еврейских исследований, Иерусалим; Иерусалимского отделения Союза ветеранов второй мировой войны. Рекомендации: Иосиф Менделевич и Натан Щаранский.
- «Современное еврейское искусство: галут — алия — Эрец Исраэль», Иерусалим, 2011. Издана при поддержке Института еврейских исследований, Иерусалим. Предисловие: Иосиф Менделевич.
- «Краски на палитре Творца», Иерусалим, 2013
- «Лесенка до звезд», Иерусалим, 2014
- «Еврейские истории или то, что вы не знаете о иврим», Иерусалим, 2016
- Александр Фильцер «Ваши Величества женщины», Алина-Хая Ландсберг «Модели и моды», Иерусалим, 2017. Книга посвящена творчеству модельера А. Х. Ландсберг, 1969, Кишинев, Молдавия — 2007, Петах-Тиква, Израиль.
- «Model and fashion», Германия, 2017
- «Яблоки и груши. Песни местечка», Иерусалим, 2018

«Еврейская балалайка в русском балагане».
- Книга первая: «Еврейская балалайка», Иерусалим, 5779 — Москва, 2019
- Книга вторая: «В русском балагане», Иерусалим, 5780 — 2020

## Поэтическое творчество
Первые публикации в еврейской прессе Москвы в годы перестройки. Наиболее полно его поэзия представлена в книге «Современное еврейское искусство: галут — алия — Эрец Исраэль», 2011. Там впервые была воспроизведена большая часть ранней самиздатовской книги А. Фильцера «Конкретная поэзия», включающей авангардные тексты конца 1960-х — начала 1970-х годов.

## Основные публикации на еврейскую тематику в советской, российской и израильской прессе
- 1. «В память о ветеране МОСХ», (Выставка Виктора Мидлера), «Московский художник», № 47, 1983.
- 2. «Памяти товарища», (О художнике Шае Бронштейне), «Московский художник», № 15, 1987.
- 3. «Художник Шая Бронштейн», «Биробиджанер Штерн», Биробиджан, арель, 1987.
- 4. «Еврейское искусство в Советском Союзе», «Информационный бюллетень по проблемам репатриации и еврейской культуры», Москва, № 4-5, 1990.
- 5. «Искусство наших предков», «Еврейская газета», Москва, № 4, 1991.
- 6. «Дерево жизни», «Еврейская газета», Москва, № 6, 1991.
- 7. «Я переношу на холст образы, существующие в некоем ином мире», (Беседа с художником Марком Ибшманом), «Еврейская газета», Москва, № 10, 1991.
- 8. «Песни Субботы», (Беседа с художником Славой Полищуком), «Еврейская газета», Москва, № 21, 1991.
- 9. «Из семейного альбома», журнал «Лехаим», Москва, № 8, 1992.
- 10. «Еврейская традиция в Российской Империи и Советском Союзе», «Международная еврейская газета», Москва, № 13-14, 1992.
- 11. «Работой искусную пусть сделают её», (Традиционное еврейское искусство), журнал «Лехаим», Москва, № 16, 1993.
- 12. «Реб Мендель», журнал «Мост-Гешер», Москва, № 3-4, 1994.
- 13. «И порвется серебряный шнур», (О художнике Герше Ингере), журнал «Мост-Гешер», Москва, № 3, 1995.
- 14. «Музей современного еврейского искусства в Москве», «Бюллетень Рауля Валенберга», Москва, № 1, 1996.
- 15. «Помни, что сделал тебе амалек», «Ами — Народ мой», Петербург, № 11, 1997.
- 16. «Рут Ивановна», «Русский израильтянин», Израиль, № 14, 2006.
- 17. «Еврейская палитра Арона Якобсона» (Якобсон Арон), газета «Новости недели», Израиль, 23.2.2012
- 18. «Поэзия, поэты, поэтессы», газета «Новости недели», Израиль, 19.7.2012
- 19. «Современное еврейское искусство», газета «Новости недели», Израиль, № 4555, 20.2.2013
- 20. «Мой предновогодний роман с училкой», газета «Новости недели», Израиль, 11.04.2013
- 21. «Слава в Нью-Йорке» (художник С. Полищук), газета «Новости недели», Израиль, 16.05.2013
- 22. «На пригорке средь ромашек девушка мечтает», в альманахе «Если нельзя, но очень хочется, то можно», издание «ИСП», Москва — Иерусалим,, 2017

## Выступления по ТВ, участие в телефильмах и интервью посвященные еврейскому искусству и культуре
- 1. Документальный телефильм «Евреи в Советском Союзе», со съемками в помещении Музея современного еврейского искусства в Москве, продюсер Эрнст Грандитс, Вена, Австрия, 1987.
- 2. Передача о еврейском искусстве. Иохим Хольц, телеканал ZDF, Германия, 1989.
- 3. Выступление на тему еврейского изобразительного искусства, ведущий Стивен Керцнер, Newton Cable TV, Торонто, Канада, 1989.
- 4. Рассказ о деятельности Музея современного еврейского искусства в Москве, ведущая Эстер Карми, «Голос Израиля», Иерусалим, 1990.
- 5. Рассказ о фотовыставке «Еврейская традиция в Российской Империи и Советском Союзе», интервьюер Галина Ивангулова, «Радио России», Москва, 1991.
- 6. Телефильм «Песах это Пасха». Продюсер Б. Ш. Кунин, Лос-Анджелес, США, 1993.
- 7. Телефильм «Шолом, Москва!», со съемками в помещении музея, продюсер Николи Дженссен, «Antenne», «Christian Channel TV», Гаага, Голландия, 1994.
- 8. Документальный фильм «Евреи в Москве», со съемками в помещении музея, продюсер Арье Гойхман, «Джойнт» и «М&С», Израиль и Россия, 1995.
- 9. Телефильм «Шолом, Москва!», со съемками в помещении музея, продюсер А. Мордухович, «Е&Т» и «М&С», Россия, 1996.
- 10. Интервью и исполнение песен А. Фильцера. Тилль Грюн, телекомпания N-TV, Германия, 1996.
- 11. «Крупным планом», передача о проектах А. Фильцера и его поэзии, ведущая Соня Таль, «Радио РЭКА», Израиль, 2004.
- 12. Интервью с рассказом о серии книг «Еврейские художники» и о работе музея, Е. Гутман, телекомпания RTN, США, 24.11.2011.
- 13. Рассказ о серии книг «Еврейские художники», интервьюер Евгений Кушнир, «Голос Израиля, Радио РЭКА», 2011.
- 14. Александр Разгон «Мы — Израиль», 2018. «Еврейское национальное изобразительное искусство. Наша история. О первом еврейском музее в Москве». Махон Меир, Иерусалим. https://www.youtube.com/watch?v=cgJlCcveC3Q&feature=share